# Duplicaria kirai
Duplicaria kirai é uma espécie de gastrópode do gênero Duplicaria, pertencente à família Terebridae.